# Dərnəgül (métro de Bakou)
Dərnəgül est une station de métro azerbaïdjanaise, terminus de la ligne 2 du métro de Bakou.
Elle fut réalisée en 29 juin 2011.

## Situation sur le réseau
Établie en souterrain, la station terminus Dərnəgül est située sur la ligne 2 du métro de Bakou, après la station Azadlıq prospekti, en direction de Xətai.